# 19165 Nariyuki
19165 Nariyuki este o planetă minoră (asteroid), cu un diametru de 3,464 km, din centura de asteroizi. A fost descoperită pe 4 februarie 1991 la Kitami de Kin Endate. 
Obiectul prezintă o orbită caracterizată de o semiaxă mare de 2,290876 UAi, o excentricitate de 0,07, o înclinație de 7,7911 ° în raport cu ecliptica.